# Ovidiu Burcă
Ovidiu Nicușor Burcă /ovidiu nikuʃor burkə/ (* 16. März 1980 in Slatina, Kreis Olt) ist ein ehemaliger rumänischer Fußballspieler. Er bestritt insgesamt 188 Spiele in der ecuadorianischen Serie A, der japanischen J. League, der rumänischen Liga 1, der chinesischen Super League und der deutschen Fußball-Bundesliga. Im Jahr 2004 gewann er mit Dinamo Bukarest die rumänische Meisterschaft.

## Karriere
Der Innenverteidiger begann seine Karriere 1996 bei dem Juniorenteam Școala de fotbal Gică Popescu Craiova, für das er bis 1998 spielte. Anschließend wechselte Burcă für ein Jahr nach Ecuador zu CS Emelec. 
1999 schloss er sich dem J.-League-Klub JEF United Ichihara Chiba an. Auch hier hielt es ihn nicht länger als ein Jahr; im Juli 2000 kehrte er in seine rumänische Heimat zurück und unterschrieb beim FC Universitatea Craiova.
Zu Beginn der Saison 2002/03 wechselte Burcă zu Dinamo Bukarest, wo er bis 2005 einmal rumänischer Meister und zweimal rumänischer Pokalsieger wurde. Insgesamt spielte er für Dinamo 46-mal in der Divizia A und zweimal in der Champions League. In der Saison 2004/05 kam er zusätzlich auf zehn Einsätze für die zweite Mannschaft von Dinamo in der Divizia B. Zur Saison 2005/06 ging er zum Stadtrivalen FC Național Bukarest und spielte in zwei Spielzeiten 39-mal in der Divizia A und erzielte dabei zwei Treffer.
Zur Spielzeit 2007/08 wechselt der Defensivspieler in die 1. Bundesliga zu Energie Cottbus, wo er einen bis 2010 laufenden Vertrag unterzeichnete. Kurz nach seiner Unterschrift musste er sich einer Operation unterziehen und fiel längere Zeit aus. Eine Metallplatte, die ihm vier Monate vorher auf Grund eines Haarrisses im Wadenbein eingesetzt worden war, hatte eine Entzündung verursacht. Danach kämpfte er sich in den Bundesligakader, fiel im März jedoch durch eine Adduktoren-Zerrung erneut aus. In seiner ersten Saison bei den Lausitzern daher kam er nicht zum Einsatz. Im Sommer 2008 wurde er bis Jahresende an Beijing Guoan verliehen.
Nach dem Ende seines Kontrakts bei Energie Cottbus wechselte Burcă im Sommer 2010 zurück in die rumänische Liga 1 und schloss sich dem FC Timișoara an. Dort konnte er mit seiner Mannschaft die Saison 2010/11 als Vizemeister hinter Oțelul Galați abschließen. Nachdem seinem Verein die Zulassung zur Spielzeit 2011/12 verweigert worden war, wechselte er zum Ligakonkurrenten Rapid Bukarest. Mit seinem neuen Klub zog er ins Pokalfinale 2012 ein, unterlag dort aber Dinamo Bukarest mit 0:1. In der Winterpause 2012/13 trennten sich die Wege von Burcă und Rapid. Seitdem ist er ohne Verein.
2013 begann er gemeinsam mit anderen ehemaligen Spielern einen Rechtsstreit mit seinem alten Arbeitgeber Rapid Bukarest, um die noch ausstehenden Gehälter einzuklagen. Außerdem war er einige Male als Fußballexperte in TV-Sendungen zu Gast und im August 2013 für kurze Zeit als Trainer des Erstligisten FC Brașov im Gespräch.

## Erfolge
- Rumänischer Meister: 2004
- Rumänischer Pokalsieger: 2003, 2004

## Sonstiges
Im Frühjahr 2006 eröffnete Burcă gemeinsam mit seiner Frau das Restaurant „Charme“ im Bukarester Altstadtviertel Lipscani.